# Curtuișeni
Curtuișeni, ou Érkötvélyes en hongrois, est une commune roumaine du județ de Bihor, en Transylvanie, dans la région historique de la Crișana et dans la région de développement du Nord-Ouest.

## Géographie
La commune de Curtuișeni est située dans l'extrême-nord du județ, à la limite avec le județ de Satu Mare et à la frontière avec la Hongrie, dans la plaine du Ier, à 7 km au nord-est de Valea lui Mihai et à 70 km au nord d'Oradea, le chef-lieu du județ.
La municipalité est composée des deux villages suivants, nom hongrois, (population en 2002) :
- Curtuișeni, Érkötvélyes (2 781), siège de la commune ;
- Vășad, Érvasad (993).

## Histoire
La première mention écrite du village de Curtuișeni date de 1342. En 1968, des fouilles ont montré l'existence de vestiges de l'Âge du bronze.
La commune, qui appartenait au royaume de Hongrie, en a donc suivi l'histoire.
Après le compromis de 1867 entre Autrichiens et Hongrois de l'empire d'Autriche, la principauté de Transylvanie disparaît et, en 1876, le royaume de Hongrie est partagé en comitats. Curtuișeni intègre le comitat de Bihar (Bihar vármegye).
À la fin de la Première Guerre mondiale, l'Empire austro-hongrois disparaît et la commune rejoint la Grande Roumanie au traité de Trianon et le județ de Sălaj.
En 1940, à la suite du deuxième arbitrage de Vienne, elle est annexée par la Hongrie jusqu'en 1944, période durant laquelle sa communauté juive est exterminée par les nazis. Elle réintègre la Roumanie après la Seconde Guerre mondiale au traité de Paris en 1947.
Ce n'est qu'en 1968, lors de la réorganisation administrative du pays que la commune rejoint le județ de Bihor auquel elle appartient maintenant.

## Politique
| Période                                  | Période  | Identité      | Étiquette | Qualité |
| ---------------------------------------- | -------- | ------------- | --------- | ------- |
| Les données manquantes sont à compléter. |          |               |           |         |
|                                          | 2012     | Zoltán Kovács | UDMR      |         |
| 2012                                     | En cours | István Nagy   | UDMR      |         |

| Parti | Parti                                      | Sièges |
| ----- | ------------------------------------------ | ------ |
|       | Parti social-démocrate (PSD)               | 4      |
|       | Parti national libéral (PNL)               | 3      |
|       | Union démocrate magyare de Roumanie (UDMR) | 6      |

## Religions
En 2002, la composition religieuse de la commune était la suivante :
- Réformés, 43,87 % ;
- Chrétiens orthodoxes, 34,34 % ;
- Catholiques romains, 12,82 % ;
- Grecs-Catholiques, 8,85 %.

## Démographie
En 1910, à l'époque austro-hongroise, la commune comptait 2 476 Hongrois (64,75 %), 1 324 Roumains (34,62 %) et 16 Allemands (0,42 %),.
En 1930, on dénombrait 2 475 Roumains (55,42 %), 1 802 Hongrois (40,35 %), 108 Tsiganes (2,42 %), 70 Juifs (1,57 %) et 7 Allemands (0,16 %).
En 1956, après la Seconde Guerre mondiale, 2 824 Hongrois (51,20 %) côtoyaient 2 688 Roumains (48,73 %).
En 2002, la commune comptait 2 206 Hongrois (58,45 %), 947 Roumains (25,09 %) et 619 Tsiganes (16,40 %). On comptait à cette date 1 560 ménages et 1 432 logements.
| 1880  | 1890  | 1900  | 1910  | 1920  | 1930  | 1941  | 1956  | 1966  |
| ----- | ----- | ----- | ----- | ----- | ----- | ----- | ----- | ----- |
| 2 709 | 3 057 | 3 291 | 3 824 | 4 072 | 4 466 | 4 866 | 5 516 | 5 182 |

| 1977  | 1992  | 2002  | 2007  | - | - | - | - | - |
| ----- | ----- | ----- | ----- | - | - | - | - | - |
| 4 652 | 3 917 | 3 774 | 3 814 | - | - | - | - | - |

## Économie
L'économie de la commune repose sur l'agriculture et l'élevage (ovins et porcins principalement). La commune dispose de 5 649 ha de terres agricoles réparties comme suit :
- terres arables, 4 565 ha ;
- pâturages, 577 ha ;
- prairies, 327 ha ;
- vignes, 43 ha ;
- forêts, 641 ha.

## Communications

### Routes
Curtuișeni est située sur la route nationale DN19 (Route européenne 671) Oradea-Satu Mare.

### Voies ferrées
Curtuișeni est desservie par la ligne Valea lui Mihai-Satu Mare des Chemins de Fer roumains.

## Lieux et monuments
- Curtuișeni, église réformée du XVIIIe siècle ;
- Curtuișeni, église catholique-grecque St Nicolas datant de 1844 ;
- Curtuișeni, église orthodoxe datant de 1908[7].